# 田仁秀
田仁秀（1965年7月13日—）是一名韩国男子射箭运动员。他曾参加了1988年汉城奥林匹克运动会，并在比赛中获得男子射箭团体金牌。田仁秀退役后，担任了射箭教练。